# 胡戈·德容赫
胡戈·德容赫（荷蘭語：Hugo de Jonge，1977年9月26日—），男，荷兰王国政治人物，现任荷兰副首相兼荷兰公共卫生、福利与体育大臣。